# Kainourgio
Kainourgio este un oraș în Grecia în prefectura Aetolia-Acarnania.